# Meizu MX2
Meizu MX2 (M040) — Смартфон второго поколения серии MX китайской компании Meizu Technology, анонсированный этой компанией в 2012 году в Китае.
От своего предшественника, Meizu MX, эта модель отличается дисплеем большего размера (4,4 дюйма) и более высокого разрешения (1280x800 против 960x640), усовершенствованной 8-мегапиксельной камерой, а также новой версией Flyme OS.